# Massognes

Massognes este o comună în departamentul Vienne, Franța. În 2009 avea o populație de 278 de locuitori.